# Thomas Stone
Thomas Stone (1743–1787) fou un hisendat i advocat americà que va signar la Declaració d'Independència dels Estats Units com a delegat de Maryland. Més tard va treballar en el comitè que va elaborar els Articles de la Confederació el 1777. Va exercir com a President del Congrés durant poc temps el 1784.

## Biografia
Stone va néixer en una família prominent a Poynton Manor al comtat de Charles, Maryland. Era el segon fill en la gran família de David (1709–1773) i Elizabeth Jenifer Stone. Els seus germans Michael Stone i John Stone també van tenir importants carreres polítiques. El seu oncle era Daniel of St. Thomas Jenifer. Thomas va fer d'aprenent al despatx de Thomas Johnson a Annapolis, va ser admès al col·legi d'advocats el 1764 i va obrir un despatx a Frederick, Maryland.
En 1768 es va casar amb Margaret Brown (1751-1787), la germana menor del Dr. Gustavus R. Brown, segurament l'home més ric del comtat. Poc després, Stone va comprar els seus primers 400 acres (1,6 km²) i va començar la construcció de la seva finca anomenada Habre de Venture. La família s'hi va establir i tingué tres fills: Margaret (1771-1809), Mildred (1773-1837) i Fredrik (1774-1793). L'exercici del dret va mantenir Stone fora de casa, així que va encomanar al seu germà menor Michael la gestió del desenvolupament de la plantació.
A mesura que s'apropava la Revolució Americana, Stone es va unir al Comitè de Correspondència per al Comtat de Charles. Entre 1774 i 1776 va ser membre de la Convenció d'Annapolis a Maryland. El 1775, la convenció va enviar Stone com a delegat al Congrés Continental. Va ser reelegit i va assistir-hi regularment durant diversos anys. El 15 de maig de 1776 va votar a favor de l'elaboració d'una declaració d'independència, tot i les restriccions de la convenció de Maryland que impedia als seus delegats de donar-li suport. Al juny es va aixecar la restricció, de manera que els delegats de Maryland eren lliures de votar a favor de la independència. Prèviament, Stone s'havia mostrat a favor de l'obertura de relacions diplomàtiques amb Gran Bretanya i no anar a la guerra, ja que no només era un pacifista, sinó un conservador reticent a iniciar una guerra espantosa.
Aquell mateix any Stone va ser assignat a la comissió que va redactar els Articles de la Confederació i va ser colpejat amb una tragèdia personal. La seva esposa Margaret el va visitar a Filadèlfia, que es trobava enmig d'una epidèmia de verola. Ella va ser inoculada per la malaltia, però una reacció adversa al tractament la va posar malalta. La seva salut va continuar disminuint durant la resta de la seva vida.
Després de signar la Declaració d'Independència, Stone va tornar a casa amb la seva dona i va declinar les futures citacions al Congrés, excepte una part del 1784, quan les reunions eren a Annapolis.
Stone va acceptar l'elecció al Senat de Maryland des del 1779 fins al 1785, en un primer moment per tal de promoure els Articles de la Confederació, que Maryland va ser el darrer estat a aprovar. Però va renunciar a la pràctica del dret per cuidar Margaret i criar els seus fills. A mesura que la seva salut va anar disminuint, es va retirar a poc a poc de la vida pública. Quan Margaret va morir l'any 1787, va caure en una depressió i va morir menys de quatre mesos després a Alexandria, pel que sembla d'un "cor trencat".

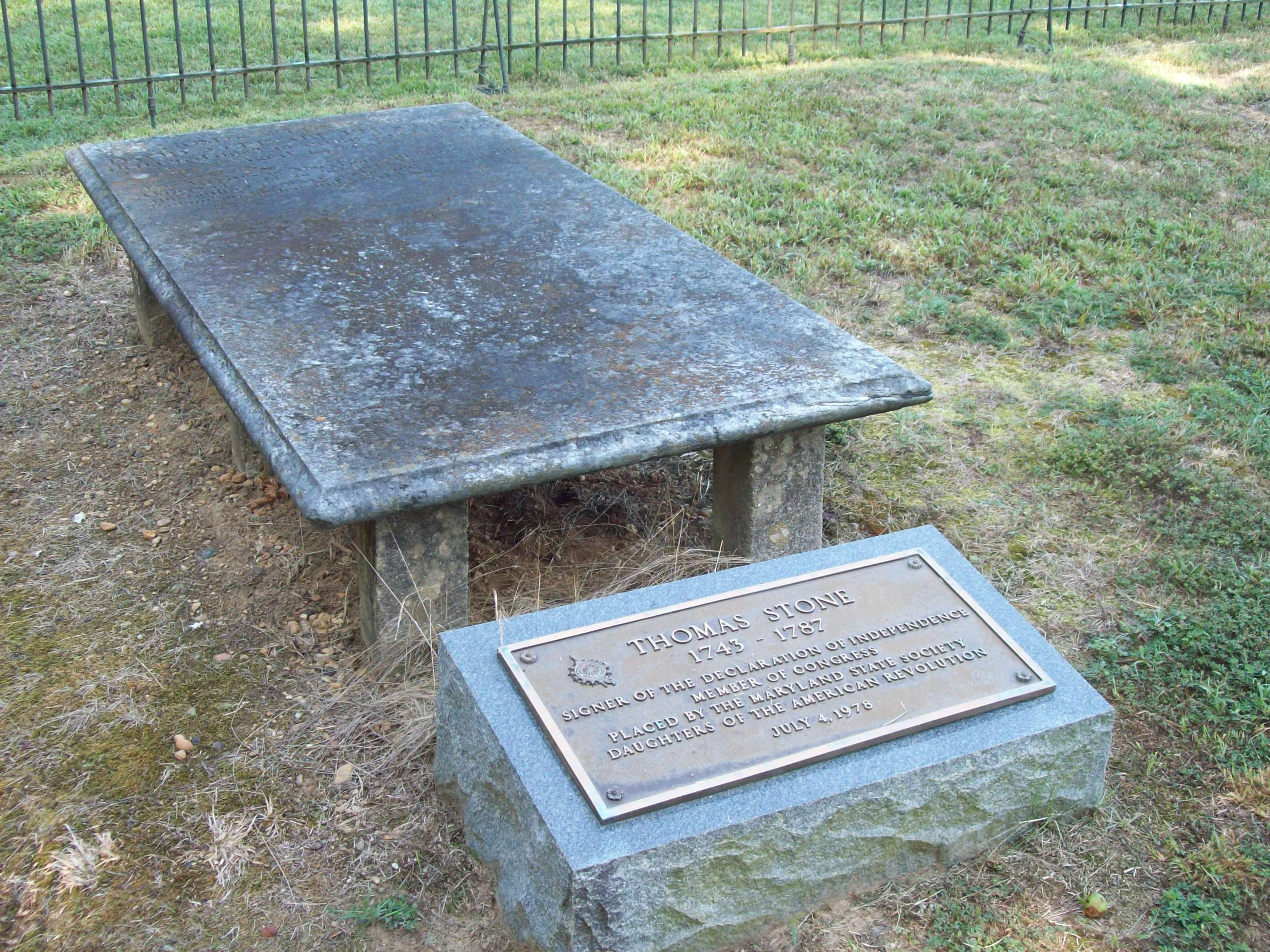
Tomba de Thomas Stone, setembre 2009

Thomas va ser enterrat a casa de la plantació, que segueix en peu. Després de la seva mort la plantació va romandre en la família durant cinc generacions fins a 1936 quan es va vendre de forma privada. El 1977 l'estructura principal va ser severament danyada pel foc. El Servei de Parcs Nacionals va comprar la propietat i la va restituir als seus plans originals. Avui, Habredeventure és la peça central del Centre Històric Nacional Thomas Stone, i funciona com un museu pel NPS. El lloc, situat al 6655 de Rose Hill Road a Port Tobacco Village, Maryland, es va obrir al públic l'any 1997.